# Nguyễn Minh Triết
Nguyễn Minh Triết (nacido el 8 de octubre de 1942 en el distrito de Bến Cát, provincia de Bình Durong, Vietnam) es un matemático, político y expresidente de Vietnam. 

La Asamblea Nacional de Vietnam lo eligió presidente con 464 votos (94,12%) el 27 de junio de 2006. Antes era jefe del Partido Comunista de Vietnam por la Ciudad Ho Chi Minh.
La presidencia de Vietnam es una posición ceremonial y el primer ministro supervisa los funcionamientos diarios del gobierno.
Fue jefe del Partido Comunista de Vietnam por la Ciudad Ho Chi Minh en 2000. Está casado con Trần Thị Kim Chi.